# Boreus orientalis
Boreus orientalis is een schorpioenvlieg uit de familie van de sneeuwvlooien (Boreidae). De wetenschappelijke naam van de soort is voor het eerst geldig gepubliceerd door Martynova in 1954.
De soort komt voor in het oosten van Rusland.